# Ferdinand van Bourbon (1903-1905)

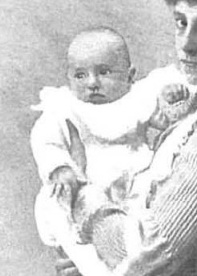
Prins Ferdinand in de armen van zijn moeder (1904)

Ferdinand María Antonius Alfons Karel Frederik Ignatius Olegarius van Bourbon (Madrid, 6 maart 1903 - San Sebastián, 4 augustus 1905) was een prins uit het Huis der Beide Siciliën en een infante van Spanje.
Hij was de tweede zoon van prins Karel Maria van Bourbon-Sicilië en Maria de las Mercedes van Spanje. In 1904 werd zijn zuster Isabella geboren, waarna hun moeder op het kraambed overleed. Zijn vader hertrouwde in 1907 en werd vader van Maria de las Mercedes, de moeder van de Spaanse koning Juan Carlos I. Toen leefde prins Ferdinand evenwel al niet meer.
Tijdens een gezinsvakantie in San Sebastián (waar de koninklijke familie kon beschikken over het Paleis Miramar) werd Ferdinand plotseling onwel. Hij kreeg een epileptisch insult en overleed niet veel later. Zijn lichaam werd bijgezet in het Escorial. Binnen één jaar had zijn vader zowel zijn vrouw als zijn jongste zoon verloren.